# Madres de la Plaza de Mayo

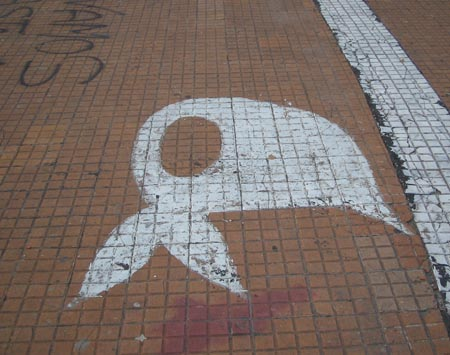
Den vita sjalen är en symbol för Madres de la Plaza de Mayo, här målad på marken i Plaza de Mayo, Buenos Aires.

Madres de la Plaza de Mayo (spanska för Mödrarna på Plaza de Mayo), även kända som De galna mödrarna, är en förening för argentinska mödrar vilkas barn "försvann" under militärdiktaturen (1976–1983). Under senare år har den splittrats i två fraktioner – en traditionell respektive en revolutionär gren.

## Historik

### Ursprung
Madres de la Plaza de Mayo är en unik förening för argentinska mödrar som blivit människorättsaktivister i syfte att uppnå gemensamt mål. I tre årtionden har dessa mödrar kämpat för att återförenas med sina bortförda barn.
Under sina protester bär de vita sjalar till sina barns åminnelse. Namnet på föreningen kommer från Plaza de Mayo i Buenos Aires, där de samlades första gången. Varje torsdag eftermiddag samlas kvinnorna på Plaza de Mayo och går motsols runt obelisken framför Casa Rosada.
Föreningen bildades av kvinnor som träffade varandra under sökandet efter sina söner och döttrar, vilka bortförts av agenter till Argentinas dåvarande militärregim under de år som kallas Guerra Sucia, "Det smutsiga kriget" (1976–1983); många av dessa söner och döttrar torterades och dödades.
30 april 1977 startades mötena av fjorton kvinnor: Azucena Villaflor de De Vincenti, Berta Braverman, Haydée García Buelas, María Adela Gard de Antokoletz, Julia Gard, María Mercedes Gard och Cándida Gard (4 systrar), Delicia González, Pepa Noia, Mirta Baravalle, Kety Neuhaus, Raquel Arcushin, samt Sra. De Caimi, framför presidentpalatset Casa Rosada på Plaza de Mayo. Azucena Villaflor de De Vincenti hade sökt efter sin son och sonhustru i sex månader. Hon togs till koncentrationslägret ESMA 10 december 1977.
Militären har medgett att 9000 av de eftersökta "desaparecidos" inte kan återfinnas, men mödrarna menar att siffran ligger närmre 30 000. Det exakta antalet döda är svårt att beräkna på grund av sekretessen som kringgärdade bortförandet. Många av de bortförda kastades ut från flygplan (redan döda eller drogade) i Río de la Plata, nakna för att på så vis försvåra identifiering. Tre av grundarna har också "försvunnit". Efter militärregimens fall har en civil regeringsledd kommission uppskattat antalet försvunna till 11 000.
I januari 2005 återfanns kvarlevorna av den franska nunnan Leonie Duquet, som hade stött föreningen, men kroppen kunde inte identifieras. Ett DNA-test bevisade i december 2005, att den kropp som återfunnits i januari, tillhörde Duquet. Duquets försvinnande hade chockerat världen och framkallat en internationell protest mot Argentinas regering. Azucena Villaflors kvarlevor, och de av två andra av föreningens pionjärer, Esther Careaga och María Eugenia Bianco, identifierades i mitten av 2005. Villaflors aska begravdes vid foten av Mayopyramiden på plazan 8 december 2005.

### Splittring och radikalisering
Under åren växte föreningen, och blev mer pådrivande, genom att kräva besked av regeringen var deras barn var. Efter militärens maktöverlämnande 1983 pressade Madres de la Plaza de Mayo den nya regeringen att hjälpa dem att finna dem som försvunnit under "det smutsiga kriget".
1986 splittrades föreningen i två fraktioner. En gren fokuserar på att förmå parlamentet att hjälpa dem att återfinna kvarlevorna, och döma de skyldiga.
Några medlemmar började med tiden se sig själva som förmedlare av sina barns drömmar och önskningar, och ansvariga för att slutföra det deras barn föresatt sig. Dessa mödrar bildade formellt en förening, under ledning av Hebe de Bonafini, och denna gren har ett mer politiskt förhållningssätt. De förnekar inte att många av barnen sannolikt är döda, men de vägrar ta emot kompensation av regeringen. Många i denna fraktion vidhåller att de inte tänker acceptera dödsfallen förrän regeringen erkänner sina brister samt dess band till "det smutsiga krigets år" och dessa försvinnanden.
En som forskat på Madres de la Plaza de Mayo, M. G. Bouvard, har skrivit att den politiska fraktionen söker en komplett omdaning av den argentinska politiska kulturen, och att de har en vision om ett socialistiskt system som inte behärskas av specialintressen. Den politiska fraktionen backas upp av yngre radikala militanter.
Den politiska fraktionen upphörde med sina marscher för barnen 26 januari 2006 eftersom de inte anser att den nuvarande regeringen är fientlig eller oförstående, men fortsätter marschera varje torsdag av andra, sociala skäl. Den förra gruppen fortsätter som förut varje torsdag.

## I kulturen och relaterat

### U2
Madres de la Plaza de Mayos sak förevigades av U2, som skrev Mothers of the Disappeared om dem. Låten gavs ut 1987 på albumet The Joshua Tree. Under en konsert i Santiago de Chile uppträdde de 1998 tillsammans med U2 på scen, och kungjorde barnens namn under det att U2 framförde sången.

### Mor- och farmödrarna
Asociación Civil Abuelas de Plaza de Mayo (Föreningen Plaza de Muyo för far- och mormödrar) är en besläktad förening med liknande upphov. Den grundades 1977 för att finna och återbörda barn till deras biologiska familjer. Far- och mormödrarnas verksamhet, som leds av Estela de Carloto, har, med hjälp av biologen Mary-Claire King lett till identifiering av 130 (av omkring 500) kidnappade eller de barn som föddes i koncentrationslägren.  Deras arbete har resulterat i den nationella gendatabanken.

## Priser och utmärkelser
- 1992 erhöll Madres de la Plaza de Mayo Sacharovpriset för tankefrihet.
- 1999 erhöll den FN:s pris för fredsundervisning.
- 10 december 2003 erhöll far- och mormödrarnas ordförande Estela Barnes de Carlotto FN:s pris för mänskliga rättigheter.
- 24 oktober 2012 erhöll Estela Barnes de Carlotto den svenska Nordstjärneorden med motiveringen för dennas oförtröttliga kamp för de mänskliga rättigheterna under de senaste trettio åren.[3]